# (2120) Tyumenia
(2120) Tyumenia (1967 RM) – planetoida z pasa głównego asteroid okrążająca Słońce w ciągu 5,37 lat w średniej odległości 3,06 au. Odkryta 9 września 1967 roku.